# Ottogi
Ottogi Co., Ltd. (kor. 오뚜기) – południowokoreańska firma spożywcza z siedzibą w Gyeonggi-do. Jest to jedna z największych firm spożywczych w Korei i jest również notowana na KOSPI 200.